# Allochthonius ishikawai deciclavatus
Allochthonius ishikawai deciclavatus es una subespecie de arácnido  del orden Pseudoscorpionida de la familia Chthoniidae.

## Distribución geográfica
Se encuentra en Japón.